# Pointe de Chavasse
La pointe de Chavasse est un sommet des Préalpes françaises situé en Haute-Savoie, dans le massif du Chablais, sur les communes de Bellevaux et Mieussy. Elle se situe en surplomb du col de Vésinaz.

## Toponymie
Le toponyme Chavasse est constitué par le mot chave de l'ancien français signifiant « creux » et du suffixe péjoratif asse ou ache issu du latin aceus et décrivant un lieu envahi par de la mauvaise herbe.

## Géologie
Situé dans le prolongement de la ligne de crête du roc d'Enfer, la pointe de Chavasse se situe à hauteur du repli frontal de la nappe de la Brèche représenté par l'anticlinal du roc d'Enfer. Ce dernier plonge en direction de la vallée de l'Arve tout en dévoilant les unités les plus internes dont celle de la nappe des Préalpes médianes auquel appartient la pointe de Chavasse. Elle est par ailleurs le seul sommet bordant le plateau de Sommand constitué par les calcaires massifs du Malm (j5-n1M). Elle est bordée à l'ouest par le Trias (tS) jusqu'au col de Chavanne puis des replis tectoniques de la nappe des Préalpes médianes (Haute Pointe). À l'est, le col de Vésinaz marque la proximité du contact tectonique avec la nappe de la Brèche, le pied du versant est de la pointe de Chavasse étant principalement constitué par la formation des Couches rouges (c-eR).

## Ascension
La pointe de Chavasse est principalement accessible depuis le col de la Ramaz puis le col de Vésinaz, soit directement (via le hameau du Chalet Blanc), soit via le col de Chavan. Enfin le sommet est accessible depuis La Chèvrerie par différents parcours.